# Trychosis ambigua
Trychosis ambigua là một loài tò vò trong họ Ichneumonidae.